# The Coasters/Diskografie
Diese Diskografie ist eine Übersicht über die musikalischen Werke der US-amerikanischen R&B-Gesangsgruppe The Coasters.

## Alben

### Studioalben
- 1957: The Coasters (ATCO 33-101)
- 1960: One by One (ATCO 33-123)
- 1962: Coast Along (ATCO 33-135)
- 1964: That Is Rock & Roll (Clarion 605)
- 1971: Hungry (Joy 189)
- 1972: It Ain’t Sanitary (TRIP)
- 1973: On Broadway (King 1146-498)
- 1977: Greatest Hits (Neuaufnahmen; Gusto 310)
- 1979: Coasting (Salsa Picante 10002)

### Kompilationen
- 1959: The Coasters’ Greatest Hits (ATCO 33-111)
- 1971: Their Greatest Recordings, The Early Years (ATCO 33-371)
- 1975: 16 Greatest Hits (Trip TOP-16-7)
- 1978: 20 Great Originals (Atlantic 30057)
- 1978: Greatest Hits (Gusto-Power Pak 1310)
- 1980: Juke Box Giants (Phoenix 20 602)
- 1981: Archives (ALA 613)
- 1982: Young Blood (2 LPs; Atlantic/Deluxe 4003)
- 1986: The Ultimate Coasters (Warner Special Products 9-27604-2)
- 1989: Greatest Hits (Evergreen 2690962)
- 1991: Greatest Hits (Pair 1306)
- 1992: 50 Coastin’ Classics: Anthology (Box mit 2 CDs; Rhino 71090)
- 1993: Yakety Yak (Rhino 71428)
- 1994: The Very Best of the Coasters (Rhino 71597)
- 1997: Yakety Yak and Other Hits (Flashback 72663)
- 1999: Poison Ivy (Hallmark 311992)
- 2004: Poison Ivy (Mojo Music)
- 2005: Yakety Yak: The Coasters Collection (Warner 8122-73225)
- 2007: There’s a Riot Goin’ On: The Coasters on Atco (4 CDs; ATCO/Rhino 7740)
- 2008: Rock ’n’ Roll Legends (Mojo Music 025)
- 2011: Baby That Is Rock n’ Roll (Snapper Music 839)
- 2012: Singles A’s and B’s 1955–1959 (Jasmine Records)
- 2013: The Definitive Coasters A Sides & B Sides (2 CDs; History of RnB Records)
- 2013: The Coasters in Stereo (2 CDs; History of RnB Records 002)
- 2014: The Essential Recordings (2 CDs; Primo 6150)
- 2014: The Very Best of the Coasters (2 CDs; Not Now Music Limited 552)
- 2015: The Original LP Collection (2 CDs; Jasmine 791)

## Singles
| Jahr | Titel Album                                                    | Höchstplatzierung, Gesamtwochen, AuszeichnungChartplatzierungen (Jahr, Titel, Album, Platzierungen, Wochen, Auszeichnungen, Anmerkungen) | Höchstplatzierung, Gesamtwochen, AuszeichnungChartplatzierungen (Jahr, Titel, Album, Platzierungen, Wochen, Auszeichnungen, Anmerkungen) | Höchstplatzierung, Gesamtwochen, AuszeichnungChartplatzierungen (Jahr, Titel, Album, Platzierungen, Wochen, Auszeichnungen, Anmerkungen) | Anmerkungen |
| Jahr | Titel Album                                                    | UK | US | R&B | Anmerkungen |
| ---- | -------------------------------------------------------------- | --- | --- | --- | --- |
| 1956 | Down in Mexico / Turtle Dovin’ The Coasters                    | — | — | R&B8 (7 Wo.)R&B | Erstveröffentlichung: Februar 1956 Autoren: Leiber/Stoller                                                                                |
| 1956 | One Kiss Led to Another The Coasters                           | — | US73 (1 Wo.)US | R&B11 (2 Wo.)R&B | Erstveröffentlichung: Juli 1956 Autoren: Leiber/Stoller                                                                                   |
| 1957 | Young Blood The Coasters                                       | — | US8 (24 Wo.)US | R&B1 (17 Wo.)R&B | B-Seite von Searchin’ Rock & Roll Hall of Fame Platz 421 der Rolling Stone 500 (Liste 2010) Autoren: Leiber/Stoller, Doc Pomus            |
| 1957 | Searchin’ The Coasters                                         | UK30 (1 Wo.)UK | US5 (26 Wo.)US | R&B1 (21 Wo.)R&B | Erstveröffentlichung: März 1957 Autoren: Leiber/Stoller                                                                                   |
| 1957 | Idol with the Golden Head That Is Rock & Roll                  | — | US64 (6 Wo.)US | — | Erstveröffentlichung: August 1957 Autoren: Leiber/Stoller                                                                                 |
| 1958 | Yakety Yak That Is Rock & Roll                                 | UK12 (8 Wo.)UK | US1 (16 Wo.)US | R&B1 (14 Wo.)R&B | Erstveröffentlichung: 30. April 1958 Grammy Hall of Fame / Rock & Roll Hall of Fame Platz 346 der Songs of the Century (RIAA, Liste 2001) |
| 1959 | Charlie Brown That Is Rock & Roll                              | UK6 (12 Wo.)UK | US2 (15 Wo.)US | R&B2 (12 Wo.)R&B | Erstveröffentlichung: 14. Januar 1959 Autoren: Leiber/Stoller                                                                             |
| 1959 | Along Came Jones That Is Rock & Roll                           | — | US9 (12 Wo.)US | R&B14 (6 Wo.)R&B | Erstveröffentlichung: April 1959 Autoren: Leiber/Stoller                                                                                  |
| 1959 | Poison Ivy The Coasters’ Greatest Hits                         | UK15 (7 Wo.)UK | US7 (16 Wo.)US | R&B1 (16 Wo.)R&B | Erstveröffentlichung: August 1959 Autoren: Leiber/Stoller                                                                                 |
| 1959 | I’m a Hog for You The Coasters’ Greatest Hits                  | — | US38 (8 Wo.)US | — | B-Seite von Poison Ivy Autoren: Leiber/Stoller                                                                                            |
| 1959 | What About Us Coast Along                                      | — | US47 (10 Wo.)US | R&B17 (6 Wo.)R&B | Erstveröffentlichung: November 1959 Autoren: Leiber/Stoller                                                                               |
| 1959 | Run Red Run Coast Along                                        | — | US36 (8 Wo.)US | R&B29 (1 Wo.)R&B | B-Seite von What About Us Autoren: Leiber/Stoller                                                                                         |
| 1960 | Bésame mucho –                                                 | — | US70 (3 Wo.)US | — | Erstveröffentlichung: März 1960 Autor: Consuelo Velázquez Original: Emilio Tuero, 1941                                                    |
| 1960 | Wake Me, Shake Me Coast Along                                  | — | US51 (6 Wo.)US | R&B14 (8 Wo.)R&B | Erstveröffentlichung: Mai 1960 Autor: Billy Guy                                                                                           |
| 1960 | Shoppin’ for Clothes –                                         | — | US83 (4 Wo.)US | — | Erstveröffentlichung: September 1960 Autoren: Leiber/Stoller, Kent Harris                                                                 |
| 1961 | Wait a Minute Coast Along                                      | — | US37 (8 Wo.)US | — | Erstveröffentlichung: Januar 1961 Autoren: Bobby Darin, Don Kirshner                                                                      |
| 1961 | Little Egypt (Ying-Yang) Coast Along                           | — | US23 (12 Wo.)US | R&B15 (4 Wo.)R&B | Erstveröffentlichung: April 1961 Autoren: Leiber/Stoller                                                                                  |
| 1961 | Girls Girls Girls (Part II) Coast Along                        | — | US96 (2 Wo.)US | — | Erstveröffentlichung: Juli 1961 Autoren: Leiber/Stoller                                                                                   |
| 1964 | T’ain’t Nothin’ to Me –                                        | — | US64 (6 Wo.)US | R&B20 (11 Wo.)R&B | Erstveröffentlichung: Februar 1964 Autor: Lover Patterson                                                                                 |
| 1971 | Love Potion Number Nine On Broadway                            | — | US76 (6 Wo.)US | — | Erstveröffentlichung: November 1971 Autoren: Leiber/Stoller Original: The Clovers, 1959                                                   |
| 1994 | Sorry but I’m Gonna Have to Pass The Very Best of the Coasters | UK41 (4 Wo.)UK | — | — | Erstveröffentlichung: März 1994 Autoren: Leiber/Stoller                                                                                   |

Weitere Singles
- 1957: Sweet Georgia Brown
- 1958: Dance!
- 1958: The Shadow Knows
- 1958: Rock and Roll with the Coasters (EP)
- 1958: Keep Rockin’ with the Coasters (EP)
- 1959: The Coasters (EP)
- 1959: The Coasters’ Top Hits (EP)
- 1960: Clothes Line (Wrap It Up)
- 1961: Bad Blood
- 1962: Teach Me How to Shimmy
- 1962: The Climb
- 1963: The P. T. A.
- 1964: Bad Detective
- 1964: Wild One
- 1965: Lady Like
- 1965: Money Honey
- 1965: Bell Bottom Slacks and a Chinese Kimono (She’s My Little Spodee-O)
- 1966: She’s a Yum Yum
- 1967: Soul Pad
- 1968: She Can
- 1968: D. W. Washburn
- 1969: Act Right
- 1972: Cool Jerk
- 1972: Soul Pad
- 1976: If I Had a Hammer (Disco Version) (als World Famous Coasters)
- 2016: Three Cool Cats

## Statistik

### Chartauswertung
|                       | UK    | US     | R&B      |
| --------------------- | ----- | ------ | -------- |
| Nummer-eins-Singles   | UK—UK | US1US  | R&B4R&B  |
| Top-10-Singles        | UK1UK | US6US  | R&B6R&B  |
| Singles in den Charts | UK5UK | US19US | R&B13R&B |